# Přerovská hůra (hradiště)
Přerovská hůra (též Přerov nad Labem) je pravěké a raně středověké hradiště na stejnojmenném vrchu u Přerova nad Labem v okrese Nymburk ve Středočeském kraji. Vrchol kopce byl osídlen řadou pravěkých kultur, ale existence opevněného hradiště bývá spojována s pozdní dobou halštatskou a dobou hradištní. Lokalita je od roku 2009 chráněna jako kulturní památka.

## Historie
Plošina na Přerovské hůře byla osídlena v době bronzové, době halštatské a době hradištní. Není jasné, kdy bylo postaveno opevnění, ani zda existovaly oba doložené systémy opevnění současně. Předpokládá se, že v dobách lužické, knovízské a slezské kultury na hůře bývalo pouze neopevněné sídliště, zatímco opevnění fungovalo v pozdní době halštatské a v raném středověku.
Josef Ladislav Píč na hradišti údajně pozoroval valy s fragmenty zdiva, ale v osmdesátých letech devatenáctého století už byly pozůstatky valů a příkopů rozorány. Poškozování orbou probíhalo i na začátku 21. století, kdy jsou stopy opevnění patrné pouze v podobě terénních vln, na leteckých snímcích, popř. na výstupech geofyzikálních měření.

## Stavební podoba

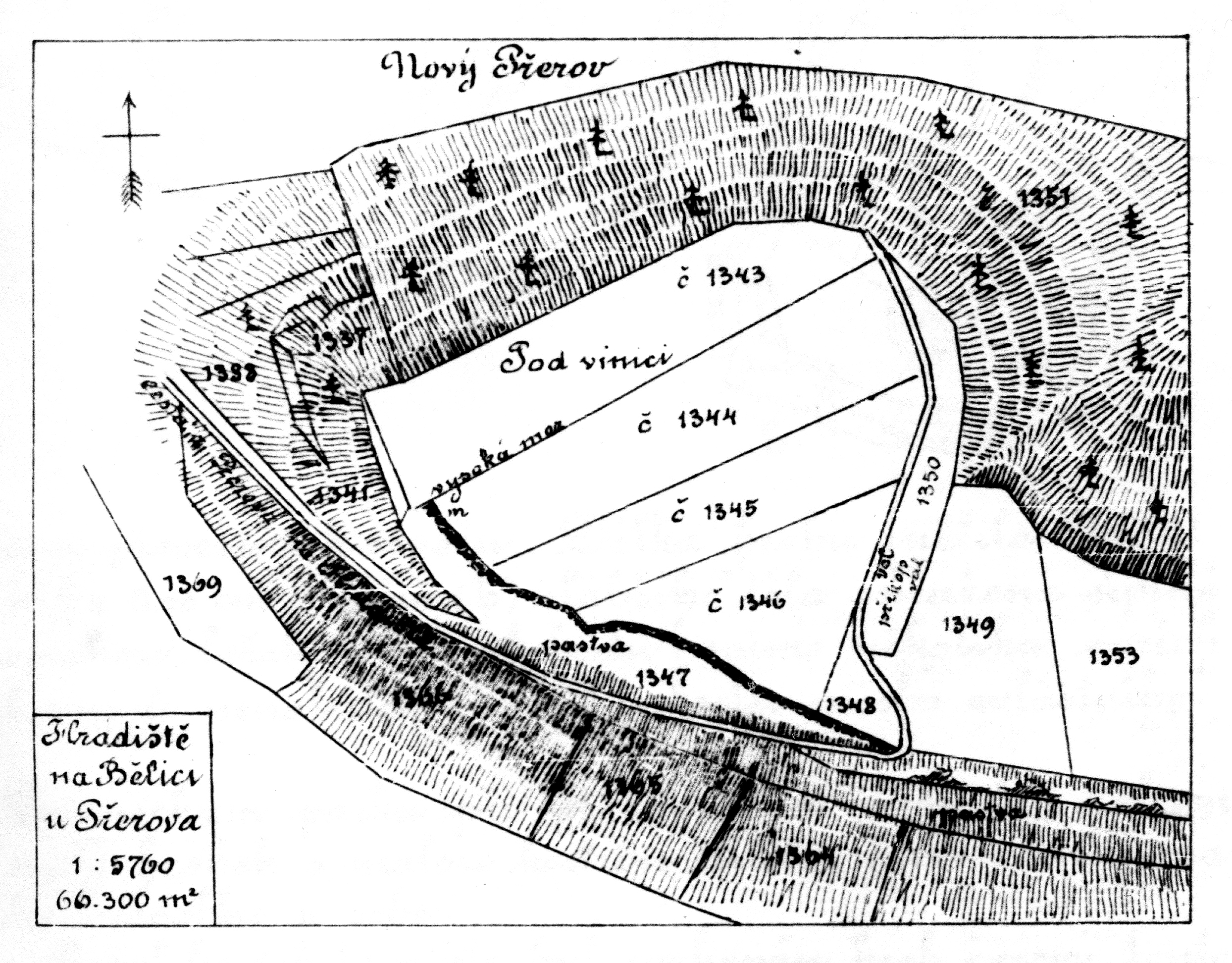
Západní část hradiště na plánu z přerovské kroniky z doby okolo roku 1900

Hradiště zaujímá vrcholovou plošinu Přerovské hůry (237 metrů), jejíž svahy převyšují okolní terén až o padesát metrů. Plošina je s výjimkou východní strany chráněna strmými svahy. Na východě proto vznikl v nejužším místě archeologicky doložený fortifikační systém tvořený dvojicí valů a příkopem mezi nimi. Podle popisu Josefa Ladislav Píče zde příkop s valem spojoval obě protější stráně a dosahoval délky sto metrů.
Vnitřní příčné opevnění vymezovalo asi tři hektary velký prostor v západní části plošiny. Také zde se dochovalo jen v podobě zvlněného terénu. Podle geofyzikálního měření se vnitřní opevnění skládalo z dvojice mělkých, souběžně vedených příkopů a valu, v jehož tělese se nachází stopy přepálených materiálů. Celková plocha hradiště podle Píčových měření přesahuje devatenáct hektarů.